# Podkylava
Podkylava és un poble i municipi d'Eslovàquia que es troba a la regió de Trenčín.

## Història
La primera menció escrita de la vila es remunta al 1709.

## Demografia
| Godina             | 1994 | 2004    | 2014   | 2024   |
| ------------------ | ---- | ------- | ------ | ------ |
| Nombre de persones | 322  | 249     | 226    | 244    |
| Diferència         |      | −22,67% | −9,23% | +7,96% |

| Godina             | 2023 | 2024   |
| ------------------ | ---- | ------ |
| Nombre de persones | 246  | 244    |
| Diferència         |      | −0,81% |